# Тагтабазарский этрап
Тагтабазарский этрап (туркм. Tagtabazar etraby) — этрап в Марыйском велаяте Туркменистана.
Образован в январе 1925 года как Пендинский район Мервского округа Туркменской ССР.
В феврале 1925 Пендинский район переименован в Тахта-Базарский район.
В августе 1926 Мервский округ был упразднён, и Тахта-Базарский район перешёл в прямое подчинение Туркменской ССР.
В ноябре 1939 Тахта-Базарский район отошёл к новообразованной Марыйской области.
В январе 1963 Марыйская область была упразднена, и Тахта-Базарский район снова перешёл в прямое подчинение Туркменской ССР.
В декабре 1970 район вновь вошёл в состав восстановленной Марыйской области.
В 1992 году Тахта-Базарский район вошёл в состав Марыйского велаята и был переименован в Тагтабазарский этрап.
9 ноября 2022 года к Тагтабазарскому этрапу был присоединён Серхетабадский этрап.
Административный центр этрапа — посёлок Тагтабазар.

## Экономика района
До 1968 года в Тахтабазарском районе, куда входил и упразднённый в 1937 году Кушкинский район, было развито верблюдоводство. Но после вспышки эпизоотии чумы верблюдов на юге Туркменистана, численность этого вида животных уже не превышала 500—700 голов в двух районах: Кушкинском и Тахтабазарском.